# Pas de secrets entre nous
Pas de secrets entre nous est une série télévisée française en 80 épisodes de 22 minutes créée par Christian Mouchart et Patrick Tringale diffusée du 30 juin au 8 octobre 2008 sur M6.

## Synopsis
Tout le monde a un secret à cacher. Au fur et à mesure de la série, les secrets des personnages sont révélés.

## Distribution
- Michaël Koné : Slimane
- Marie Fugain : Babeth
- Charlotte Désert : Jenifer
- Anne-Sophie Franck : Audrey
- Renaud Bernard : Mathieu
- Rachel Suissa : Sharon
- Nicolas Van Beveren : Enzo
- Lise Schreiber : Irina
- Xavier Lemaître : Jipé
- Hélène Martinez : Bianca
- Alexis Gilot : Théo
- Julien Crampon : Nils
- Nathalie Grandhomme : Léa
- Cédric Delseaux : Loïc
- Philippe Granarolo : Bruno
- Valérie Leboutte : Mylène
- Julien Oliveri : Yannick
- Vanessa Guide : Anaïs

### Acteurs secondaires
- Nils Haagensen : Benji
- Patrick Guérineau : Anthony
- Géraldine Lapalus : Laura
- Joy Esther : Aurélie
- Olivier Pagès : Kosinski

### Invités
- La chanteuse Julie Pietri a été sollicitée par M6 pour jouer un personnage récurrent dans la série et a été retenue à l'issue d'une audition. Elle apparaît pour la première fois à l'écran le 8 août 2008 et joue son propre rôle mais très romancé[1].
- L'animateur de télévision Magloire apparaît ponctuellement dans un épisode et joue également son propre rôle.
- Le chanteur Gérard Berliner a également fait partie de la distribution.

## Fiche technique
- Réalisation : Jean-Marc Thérin, Michel Hassan, Pierre Leix-Cote
- Scénario : Arnaud Malherbe, Stéphanie Tchou-Cotta, Christophe Botti, etc.
- Photographie : Pascal Baillargeau, Dominique Delapierre

## Diffusion et audience
Pour son lancement, le 30 juin 2008, 1,03 million de téléspectateurs se sont pressés devant les aventures des nouveaux colocataires, soit 5,5 % de part de marché. Au fil des premiers épisodes, la série enregistre une érosion de son audience si bien que la diffusion initialement en soirée est déprogrammée et reportée en début d'après midi.

## Générique
Le générique de la série est interprété par Gaël Faure demi-finaliste de la Nouvelle Star 4, le titre du générique est Nos blessures d'hier.